# Anadelphia chevalieri
Anadelphia chevalieri là một loài thực vật có hoa trong họ Hòa thảo. Loài này được Reznik mô tả khoa học đầu tiên năm 1934.